# Ирка (приток Шуды)
Ирка — река в России, протекает по территории Яранского и Пижанского районов Кировской области. Устье реки находится в 20 км по левому берегу реки Шуда. Длина реки составляет 13 км.
Исток реки в Яранском районе восточнее деревни Никола. Течёт на восток, протекает деревню Бараново и несколько нежилых. Впадает в Шуду у деревни Чертёнки выше села Безводное.

## Данные водного реестра
По данным государственного водного реестра России относится к Камскому бассейновому округу, водохозяйственный участок реки — Вятка от города Котельнич до водомерного поста посёлка городского типа Аркуль, речной подбассейн реки — Вятка. Речной бассейн реки — Кама.
Код объекта в государственном водном реестре — 10010300412111100037204.